# Coppa Europa di sci alpino 1973
La Coppa Europa di sci alpino 1973 fu la 2ª edizione della manifestazione organizzata dalla Federazione internazionale sci.
In campo maschile l'italiano Fausto Radici si aggiudicò sia la classifica generale, sia quella di slalom speciale; gli austriaci Peter Feyersinger e Josef Loidl vinsero rispettivamente quelle di discesa libera e di slalom gigante. L'italiano Ilario Pegorari era il detentore uscente della Coppa generale.
In campo femminile la francese Martine Couttet si aggiudicò sia la classifica generale, sia quella di slalom speciale; l'austriaca Angelika Rudigier vinse quella di discesa libera, la francese Martine Ducroz quella di slalom gigante. La francese Fabienne Serrat era la detentrice uscente della Coppa generale.

## Uomini

### Classifiche

#### Generale
| Pos. | Nome             | Nazione        | Punti |
| ---- | ---------------- | -------------- | ----- |
| 1    | Fausto Radici    | Italia         | 196   |
| 2    | Josef Loidl      | Austria        | 112   |
| 3    | Heinz Weixelbaum | Germania Ovest | 99    |
| 3    | Manfred Jakober  | Svizzera       | 99    |

#### Discesa libera
| Pos. | Nome              | Nazione | Punti |
| ---- | ----------------- | ------- | ----- |
| 1    | Peter Feyersinger | Austria | 65    |
| 2    | Werner Grissmann  | Austria | 57    |
| 3    | Rainulf Lemberger | Austria | 49    |

#### Slalom gigante
| Pos. | Nome            | Nazione  | Punti |
| ---- | --------------- | -------- | ----- |
| 1    | Josef Loidl     | Austria  | 103   |
| 2    | Manfred Jakober | Svizzera | 86    |
| 3    | Fausto Radici   | Italia   | 81    |

#### Slalom speciale
| Pos. | Nome                        | Nazione        | Punti |
| ---- | --------------------------- | -------------- | ----- |
| 1    | Fausto Radici               | Italia         | 95    |
| 2    | Heinz Weixelbaum            | Germania Ovest | 91    |
| 3    | Juan Manuel Fernández Ochoa | Spagna         | 87    |

## Donne

### Classifiche

#### Generale
| Pos. | Nome            | Nazione | Punti |
| ---- | --------------- | ------- | ----- |
| 1    | Martine Couttet | Francia | 213   |
| 2    | Martine Ducroz  | Francia | 177   |
| 3    | Ingrid Eberle   | Austria | 126   |

#### Discesa libera
| Pos. | Nome              | Nazione        | Punti |
| ---- | ----------------- | -------------- | ----- |
| 1    | Angelika Rudigier | Austria        | 66    |
| 2    | Andrea Straub     | Austria        | 59    |
| 3    | Anna Droppová     | Cecoslovacchia | 52    |

#### Slalom gigante
| Pos. | Nome            | Nazione | Punti |
| ---- | --------------- | ------- | ----- |
| 1    | Martine Ducroz  | Francia | 84    |
| 2    | Gitti Hauser    | Austria | 81    |
| 3    | Martine Couttet | Francia | 75    |

#### Slalom speciale
| Pos. | Nome               | Nazione  | Punti |
| ---- | ------------------ | -------- | ----- |
| 1    | Martine Couttet    | Francia  | 115   |
| 2    | Martine Ducroz     | Francia  | 91    |
| 3    | Lise-Marie Morerod | Svizzera | 50    |